# Linuxシンポジウム
Linuxシンポジウム(Linux Symposium)は、カナダで年1回開催されるLinuxとオープンソースに関するカンファレンスである。100以上の論文発表、チュートリアル、birds of a feather (BoF) セッション、そしてミニサミットが広範なトピックに渡り開催される。2008年には20以上の国から650名以上の参加者が集まった。
以前の開催地オタワに由来し、通常Ottawa Linux Symposium、略称OLSとも呼称されるが、常にオタワで開催されているわけではない。
2009年のシンポジウムは、ケベック州モントリオールで開催されている。
Linuxシンポジウムは、世界で開催されているLinux並びにオープンソースの国際的な主要カンファレンス3つのうちの一つである。残りの二つは、オーストラリアで開催されるlinux.conf.auとヨーロッパで開催されるLinux Kongressである。

## 2011年
2011年のLinuxシンポジウムは、6月13日から15日までオタワにて開催される予定である。開会のプレゼンテーションは長年Linuxを支持するジョン・"Maddog"・ホールにより行われる。
参加募集(Call for Participation; CFP)は、同年2月1日から3月15日まで受け付けていた。

## 基調講演者
- 1999年 - アラン・コックス
- 2000年 - デイヴィッド・S・ミラー, ミゲル・デ・イカザ
- 2001年 - セオドア・ツォー(Ted Ts'o)
- 2002年 - スティーヴン・トゥイーディ（英語版）
- 2003年 - ラスティ・ラッセル
- 2004年 - アンドリュー・モートン
- 2005年 - David Jones
- 2006年 - グレッグ・クロー＝ハートマン
- 2007年 - James Bottomley
- 2008年 - Matthew Wilcox, Werner Almesberger, マーク・シャトルワース
- 2009年 - キース・バーゲルト, ジョナサン・コルベット（Jonathan Corbet、LWN.net主筆）, Dirk Hohndel
- 2010年 - Jon C. Masters, Tim Riker
- 2011年 - ジョン・"Maddog"・ホール

## ミニサミット
シンポジウムは、カンファレンスの前にミニサミットを設けている。カンファレンス全ての参加者に開放されており、彼ら個別のプログラムセッションを開ける。2008年には、 Virtualization、Security-Enhanced Linux、Kernel Container開発者の為のプログラムセッション、Linux電源管理サブシステム開発そしてLinux無線LANについてという5つのミニサミットが開催された。2009年には、前年と同じくLinux電源管理そして、ログトレースについての2つのミニサミットが開催された。